# Флорентино Перес
Флорентино Перес Родригез (на испански: Florentino Pérez Rodríguez) е испански бизнесмен, строителен магнат и президент на Реал Мадрид през периода 2000 – 2006 година и от 2009. Роден е на 8 март 1947 година в Мадрид.

## Биография
За първи път се кандидатира за президент на Реал Мадрид през 1994 година, но тогава изборите са спечелени от Рамон Мендоса. Перес постига целта си на 16 юни 2000 година побеждавайки действащия президент Лоренцо Санс. През 2004 година е преизбран, но на 27 февруари 2006 година подава оставка. През неговото управление клубът претърпява много промени. За този период отбора е наричан Галактикос. Той всяко лято неизменно купува по един звезден футболист. Луиш Фиго (2000), Зинедин Зидан (2001), Роналдо (2002), Дейвид Бекъм (2003), Майкъл Оуен (2004), Робиньо (2005) – това са фуболистите купени през първия му престой начело на клуба. Под негово ръководство и със звезди като Зинедин Зидан, Луиш Фиго, Роберто Карлош, Гути, Икер Касияс и Раул отбора печели Шампионската лига за рекордния 9-и път. 5 шампионски купи на Испания (2001, 2003, 2011,2017,2020), 2 Купи на Испания (2011, 2014), 5 купи на Шампионска лига (2002, 2014,2016,2017,2018), 1 Междуконтинентална купа (2002), 4 Суперкупа на Европа (2002, 2014,2016,2017), 3 Суперкупи на Испания (2001, 2003, 2014,2017,2019) са най-значимите трофей които отбора печели под негово ръководство.
Втори мандат, 2009
През 2009 година се завръща отново на президентското място като се завръща с „гръм и трясък“. Още през лятото на 2009 година привлича в състава звезди като Кристиано Роналдо, Кака, Карим Бензема, Чаби Алонсо, Алваро Арбелоа. За тях той плаща повече от 215 млн., а Кристиано Роналдо се превръща в най-скъпия трансфер в историята на футбола като за него са платени около 94 млн. евро. За треньор назначава Мануел Пелегрини, а за спортно-технически директор – Хорхе Валдано.
Трети мандат, 2013
През 2013 г. се провеждат нови избори и Перес печели отново президентският пост. Това става без съществено гласувано, защото за президентския пост няма друг кандидат и така той като единствен такъв печели изборите.За Перес това е третият мандат като президент на Реал Мадрид и втори пореден, а официално стъпва в длъжност на 4 юни 2013 г. Президентският пост в клуба е за срок от 4 години.
Четвърт мандат, 2017
През юни 2017 се провеждат нови избори, но както при предните няма други кандидати и така Перес остава на поста си за следващите 4 години.